# Métsovo
Métsovo (en grec Μέτσοβο i en aromanès Aminciu) és un municipi de la perifèria (regió) de l'Epir, situat al vessant nord de les muntanyes del Pindos, al nord-oest de Grècia. Limita amb els municipis de Zagori, Ioannina, Tzoumerka i amb les unitats perifèriques de Trícala i Grevena i forma part de la Unitat perifèrica de Ioànnina. La municipalitat actual va ser creada el 2011, unint tres municipalitats: Métsovo, Egnatia i Milea. El 2011 la comunitat de Métsovo tenia 2.503 habitants, la unitat municipal 3.469 habitants i la municipalitat 6.196 habitants. És un dels municipis més muntanyosos de Grècia. Métsovo és una localitat popular en els esports de muntanya, ja que disposa de tres pistes d'esquí, Politsies, Karakoli i Zygos, i també de senders i curses de muntanya reconegudes internacionalment. Aquesta petita ciutat és el centre cultural més important dels aromanesos a Grècia, si bé aquesta ètnia i la seva llengua pateix un important declivi en els darrers anys. A la regió de Métsovo es produeix un formatge anomenat Metsovone, que es produeix amb una barreja de llet d'ovella i de vaca que és objecte de protecció europea com a denominació d'origen des de 1996.
La Universitat Politècnica Nacional d'Atenes, la politècnica més gran i presitigiosa del país, té per nom Εθνικό Μετσόβιο Πολυτεχνείο, porta l'adjectiu "metsoviana", en referència als donants i benefactors Nikolaos Stournaris, Eleni Tositsa, Michail Tositsas i George Averoff, tots de Métsovo, que van fer donacions substancials a aquesta universitat durant la segona meitat del segle xix.